# Добрада
Добрадінья або добрада (порт. Dobradinha) — гаряча страва португальської та бразильської кухонь. У Португалії зветься добрада, в Бразилії — добрадінья.

## Приготування
Готується з телячого плаского білого шлунка, який нарізають невеличкими шматочками. Потім натирають паприкою, часником, гвоздикою та червоним перцем.
Тушкують з томатною пастою, шматочками моркви, білою квасолею та цибулею. Зазвичай прикрашають зеленою цибулею і м'ятою. В якості гарніра подають білий рис, переважно в Порту.

## У масовій культурі
Це була тема вірша Фернандо Пессоа «Dobrada à moda do Porto».
У місті Порту та його околицях їжа відома як трипас, а найвідоміший віріант страви називається tripas à moda do Porto. Прізвисько tripeiro, що означає мешканця міста Порту, походить саме від цієї страви
На жартівливому веб-сайті Британської ради з маркетингу рубців ця страва була представлена на картках з рецептами Чемпіонату світу 2014 року.